# Copa Mundial de Turismos
La Copa Mundial de Turismos (World Touring Car Cup en inglés, abreviado WTCR) es una competición internacional de automovilismo disputada con automóviles de turismo y organizada por la Federación Internacional del Automóvil. Fue la quinta competición con carácter mundial organizada por la FIA, después de la Fórmula 1, el Campeonato Mundial de Rally, el Campeonato Mundial de Resistencia y la Fórmula E.
La Copa Mundial de Turismos nació en 2018, luego de que el Campeonato Mundial de Turismos adopte el reglamento TCR.

## Historia

### Antecedentes

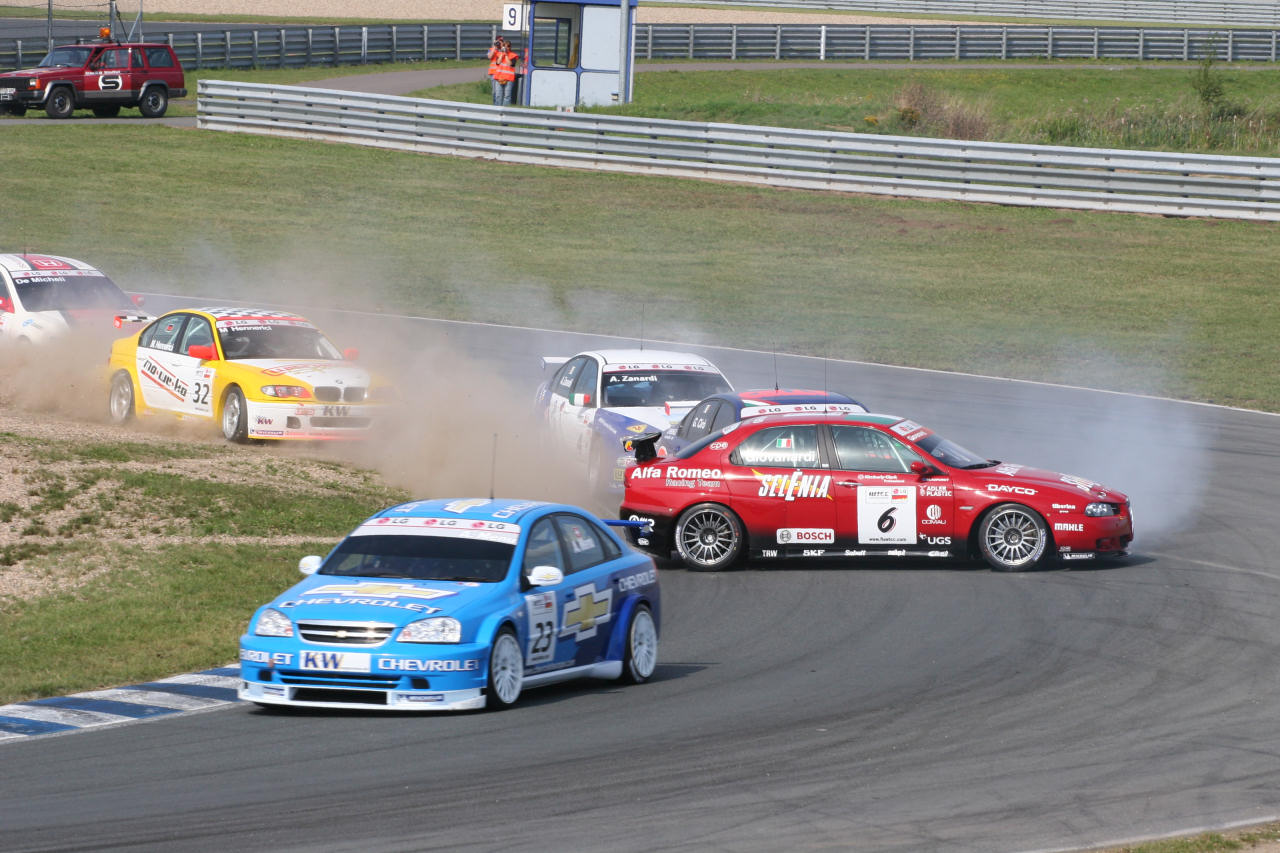
Fabrizio Giovanardi pierde el control de su Alfa Romeo 156, en el 2005.

El WTCC apareció en 1987 como una competición concurrente al Campeonato Europeo de Turismos (ETCC) en la que corrían automóviles con homologación Grupo A. Su calendario consistía en carreras de al menos 500 km, entre ellas las 24 Horas de Spa y los 1000 km de Bathurst. La competición se mostró demasiado costosa y desapareció.
Desde 1993 hasta 1995, dada la gran popularidad de la categoría Superturismo, la FIA organizó la Copa Mundial de Turismos (en inglés: Touring Car World Cup), un evento anual para pilotos de turismos provenientes de competiciones nacionales de turismos de todo el mundo. La edición 1996, que tendría lugar en Österreichring, se canceló definitivamente.

### Campeonato Mundial de Turismos
En 2001, el ETCC se reanudó con apoyo de la FIA. Por petición de los fabricantes interesados, para la temporada 2005 se convirtió en un Campeonato Mundial de Turismos (en inglés: World Touring Car Championship) y fue renombrado a WTCC. Las tres primeras temporadas del WTCC fueron dominadas por Andy Priaulx y BMW. En 2005 demuestra su regularidad al ganar el campeonato con una única victoria. En 2006 gana 5 carreras pero le cuesta revalidar el título ante sus compañeros en BMW, Augusto Farfus, de Alfa Romeo y los cinco pilotos de SEAT.
En 2007 Priaulx gana, pero con poca convicción. Vence en tres carreras, manteniéndose en lucha con el francés Yvan Muller, con el potente SEAT León. En Macao, la última cita, Muller parte segundo y Priaulx duodécimo. El motor de Muller falla en la última vuelta, lo que le permite a Priaulx finalizar octavo, sumar un punto y largar primero en la segunda carrera. Priaulx la gana y se corona campeón por tercer año consecutivo.
SEAT domina la temporada 2008 con sus León equipados con motores diésel, y el francés Yvan Muller gana su primer título. Andy Priaulx, el campeón de los tres últimos años, acaba cuarto. En el año 2009, SEAT consigue monopolizar las acciones del campeonato Mundial de Turismos, de la mano de sus SEAT León TDi y de sus pilotos, quienes terminarían disputándose el torneo prácticamente entre ellos. De esta contienda, el italiano exFórmula 1 Gabriele Tarquini consigue derrotar al vigente campeón Yvan Muller, su compañero de equipo y a la postre nuevo subcampeón.
En el año 2010, Chevrolet consigue alzarse con el campeonato, de la mano justamente de Yvan Muller, quien fichara para la marca del moño en este año, consiguiendo de esta forma, no solo desquitarse de su frustrado intento de bicampeonato en 2009, sino además otorgarle a la marca norteamericana su primer título mundial en automovilismo. El modelo utilizado fue el Chevrolet Cruze, el cual fuera presentado en el año 2009 en reemplazo del modelo Chevrolet Lacetti, quien compitiera desde 2005 hasta la fecha mencionada.

En 2011 se repite el mismo guion, y Chevrolet domina de principio a fin, consiguiendo 21 de 24 victorias posibles. A falta de cuatro rondas para el final de la temporada se coronan campeones del mundo por equipos, e Yvan Muller y Robert Huff se disputan el campeonato de pilotos hasta el último fin de semana en Macao, consiguiendo el francés revalidar el título y convirtiéndose así en tricampeón de la categoría, igualando a Andy Priaulx.

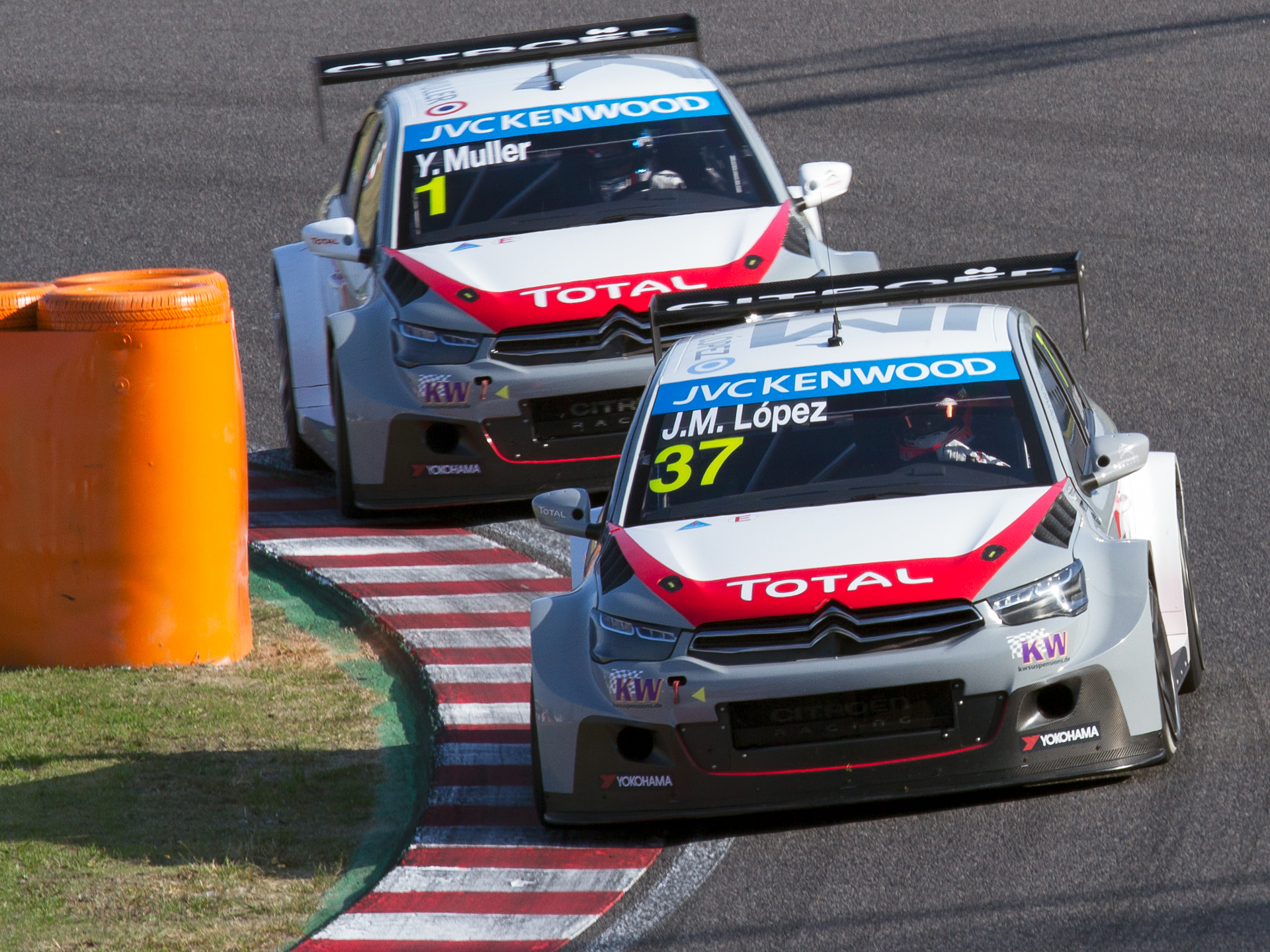
Los pilotos José María López e Yvan Muller, del Citroën Total WTCC, en el Circuito de Suzuka 2014.

Para el 2012 Chevrolet consigue mantener el dominio demostrado durante el 2011 dando lugar a otro nuevo campeonato mundial de equipos, sin embargo, esta vez Robert Huff conseguirá el campeonato de pilotos.
Durante los años 2014 y 2016, el dúo Citroën-José María López dominó y se llevó tanto el campeonato de pilotos como el de equipos en las tres temporadas. Junto a él, los dos franceses Sébastien Loeb e Yvan Muller y el chino Ma Qing Hua también aportaron múltiples victorias para el equipo francés.

### Copa Mundial de Turismos
El 6 de diciembre de 2017, durante el World Motorsport Council de la FIA en París, se aprobó la formación de la nueva Copa Mundial de Turismos (en inglés: World Touring Car Cup) a partir de 2018. La nueva serie utilizará el reglamento TCR, que se ha utilizado en numerosas carreras de turismos nacionales e internacionales, incluyendo TCR International Series. Los automóviles ahora tendrían que cumplir con las nuevas regulaciones de la FIA WTCR. Como resultado de la formación de la Copa Mundial de Turismos tanto el WTCC en su formato actual como la TCR International Series se descontinuarán inmediatamente.
La temporada 2018 vio a Gabriele Tarquini consagrarse a los 56 años, rompiendo el su propio récord de piloto más longevo en ganar un campeonato FIA. Detrás quedó Muller, ambos con Hyundai, y tercero Guerrieri, con Honda.
En octubre de 2022, antes del cierre de una temporada marcada por las múltiples cancelaciones de eventos, la retirada de Lynk & Co, fallos en los neumáticos Goodyear y un parque de participantes reducido, se anunció que el WTCR no continuaría en 2023. Luego, se anunció la creación de un nuevo formato llamado TCR World Tour como reemplazo del WTCR.

## Circuitos
| País                                  | Circuito | Años                                                                       | Ediciones |
| ------------------------------------- | --- | -------------------------------------------------------------------------- | --------- |
| Bandera de Uruguay                    | Autodromo Víctor Borrat Fabini - El Pinar Ciudad de la Costa - Uruguay                                                                  | (2013)                                                                     | 1         |
| Bandera de Alemania                   | Motorsport Oschersleben Nürburgring | (2010-11) (1987), (2015-22)                                                | 16        |
| Bandera de Italia                     | Autodromo Imola Autodromo de Monza Adria International Raceway Autódromo de Vallelunga Piero Taruffi                                    | (2005), (208-09) (1987), (2015-08), (2010-13), (2017) (2021) (2022)        | 15        |
| Bandera de Portugal                   | Autódromo do Estoril Circuito de Boavista Autódromo do Algarve Circuito de Vila Real                                                    | (2008, 2021) (2007), (2009), (2011), (2013) (2010), (2012) (2015-19, 2022) | 14        |
| Bandera de Macao                      | Circuito da Guia | (2005-14), (2017-19)                                                       | 13        |
| Bandera de Japón                      | Fuji Speedway Circuito de Suzuka Circuito de Okayama Autodromo de Motegi                                                                | (1987) (2011-14), (2018-19) (2008-10) (2015-17)                            | 13        |
| Bandera de Francia                    | Circuit de Dijon-Prenois Circuito de Nevers Magny-Cours Circuito de Pau-Ville Circuito Paul Ricard Circuito de Pau-Arnos Anneau du Rhin | (1987) (2005-06) (2007-09, 2022) (2014-16) (2021) (2022)                   | 12        |
| Bandera de España                     | Circuito del Jarama Circuito Ricardo Tormo Ciudad del Motor de Aragón                                                                   | (1987) (2005-12) (2020-2022)                                               | 12        |
| Bandera de Hungría                    | Hungaroring | (2011-22)                                                                  | 12        |
| Bandera de Marruecos                  | Circuito Internacional El Hassan | (2009-10), (2012-19)                                                       | 10        |
| Bandera de la República Popular China | Circuito Tianma Circuito de Shanghái Circuito de Ningbo Circuito callejero de Wuhan                                                     | (2011) (2012-16) (2017-19) (2018)                                          | 9         |
| Bandera del Reino Unido               | Circuito de Silverstone Autodromo Brands Hatch Donington Park                                                                           | (1987) , (2005) (2006-10) (2011)                                           | 8         |
| Bandera de Eslovaquia                 | Aurodromo Slovakia Ring | (2012-16), (2018-20)                                                       | 8         |
| Bandera de Brasil                     | Autódromo de Curitiba | (206-12)                                                                   | 7         |
| Bandera de República Checa            | Autódromo de Brno | (1987), (2016-11)                                                          | 7         |
| Bandera de Bélgica                    | Circuito de Spa-Francorchamps Circuito de Zolder                                                                                        | (1987), (2005), (2014) (2010-11, 2020)                                     | 6         |
| Bandera de Rusia                      | Moscow Raceway Autódromo de Sochi | (2012-16) (2021)                                                           | 6         |
| Bandera de Argentina                  | Autódromo de Termas de Río Hondo | (2013-17)                                                                  | 5         |
| Bandera de México                     | Autódromo de Puebla | (2005-06), (2008-09)                                                       | 4         |
| Bandera de Estados Unidos             | Circuito da Sonoma | (2012-14)                                                                  | 3         |
| Bandera de Austria                    | Autofromo de Salzburgo | (2012-14)                                                                  | 3         |
| Bandera de Catar                      | Circuito de Losail | (2015-17)                                                                  | 3         |
| Bandera de los Países Bajos           | Circuito de Zandvoort | (2007), (2018-19)                                                          | 3         |
| Bandera de Turquía                    | Circuito de Estambul | (2005-06)                                                                  | 2         |
| Bandera de Tailandia                  | Circuito de Buriram | (2015-16)                                                                  | 2         |
| Bandera de Australia                  | Calder Park Raceway Mount Panorama Circuit                                                                                              | (1987) (1987)                                                              | 2         |
| Bandera de Suecia                     | Scandinavian Raceway | (2007)                                                                     | 1         |
| Bandera de Nueva Zelanda              | Circuito Callejero de Wellington | (1987)                                                                     | 1         |
| Bandera de Malasia                    | Circuito Internacional de Sepang | (2019)                                                                     | 1         |
| Bandera de Baréin                     | Circuito Internacional de Baréin | (2022)                                                                     | 1         |
| Bandera de Arabia Saudita             | Circuito de la Corniche de Yeda | (2022)                                                                     | 1         |

## Campeones

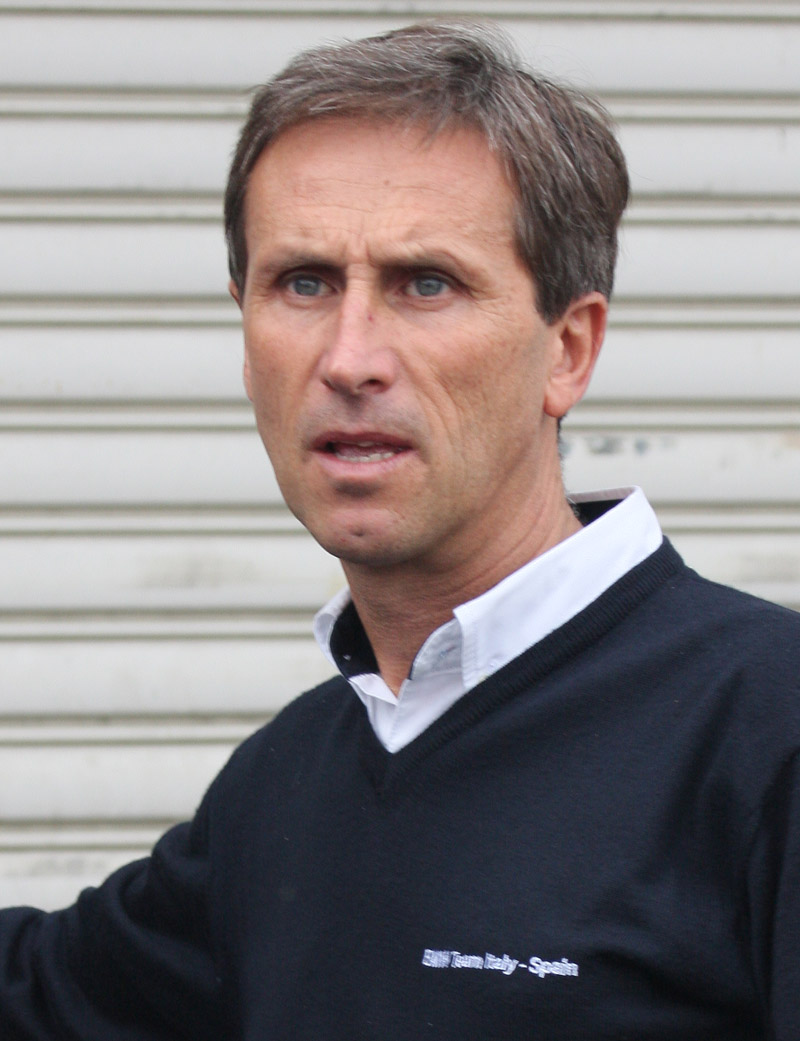
Roberto Ravaglia, campeón de la primera edición de la categoría, en 1987.

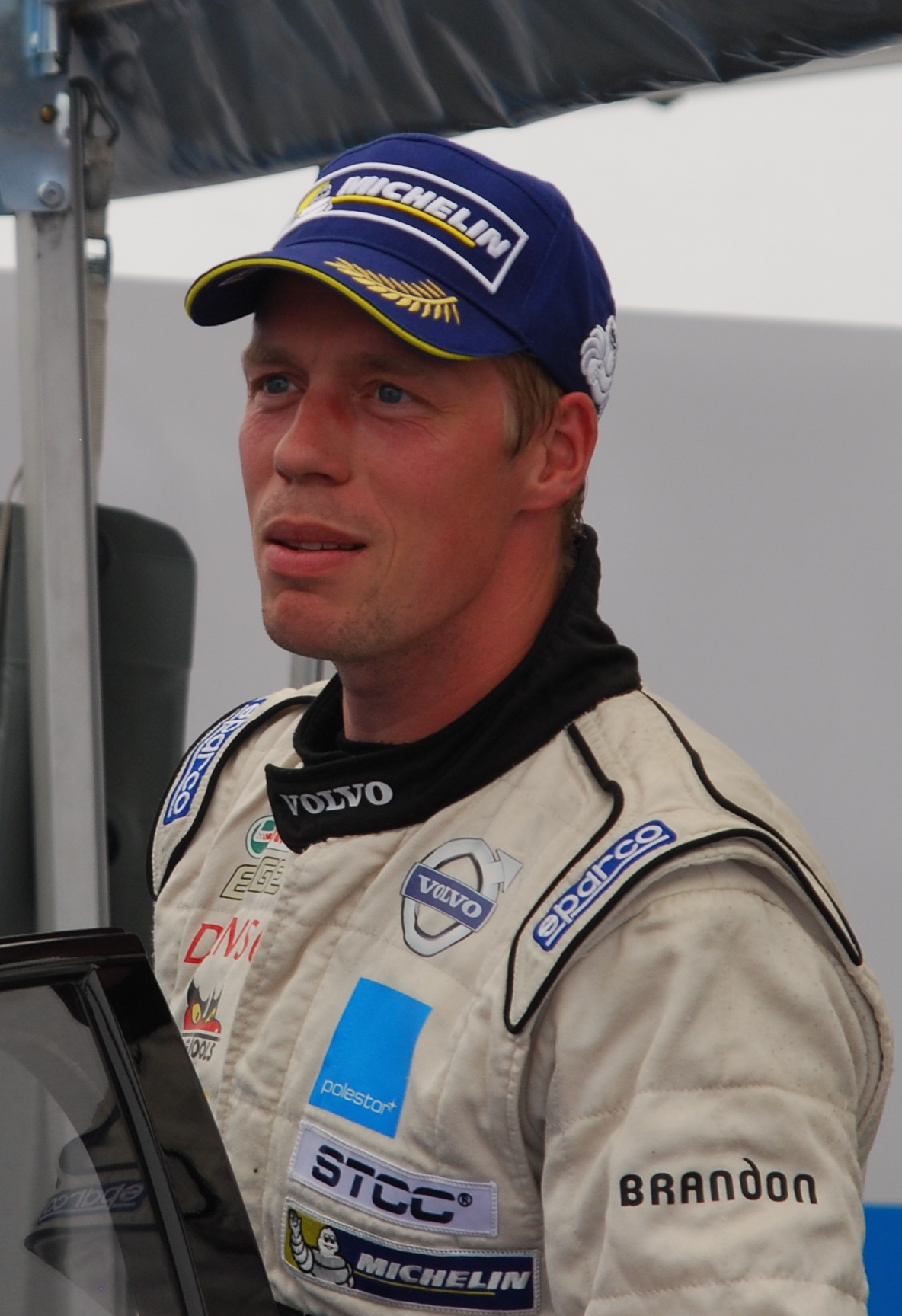
Thed Björk, campeón en 2017.

|                                | Piloto campeón                 | Piloto campeón                 | Piloto campeón                 |                                | Fabricante/equipo campeón      | Fabricante/equipo campeón                  |
| Año                            | Piloto                         | Escudería                      | Automóvil                      | Constructor/equipo             | Automóvil                      |                                            |
| Campeonato Mundial de Turismos | Campeonato Mundial de Turismos | Campeonato Mundial de Turismos | Campeonato Mundial de Turismos | Campeonato Mundial de Turismos | Campeonato Mundial de Turismos | Campeonato Mundial de Turismos             |
| ------------------------------ | ------------------------------ | ------------------------------ | ------------------------------ | ------------------------------ | ------------------------------ | ------------------------------------------ |
| 1987                           | Roberto Ravaglia               | Schnitzer Motorsport           | BMW M3                         |                                | Eggenberger Racing (N.º7)      | Ford Sierra RS Cosworth Ford Sierra RS 500 |
| Copa Mundial de Turismos       |                                |                                |                                |                                |                                |                                            |
| 1993                           | Paul Radisich                  | Ford Team Mondeo               | Ford Mondeo                    |                                |                                |                                            |
| 1994                           | Paul Radisich                  | Ford Team Mondeo               | Ford Mondeo                    | BMW                            | BMW 318i                       |                                            |
| 1995                           | Frank Biela                    | Racing Organisation Course     | Audi A4 Quattro                | Audi                           | Audi A4 quattro                |                                            |
| Campeonato Mundial de Turismos |                                |                                |                                |                                |                                |                                            |
| 2005                           | Andy Priaulx                   | BMW Team UK                    | BMW 320i                       |                                | BMW                            | BMW 320i                                   |
| 2006                           | Andy Priaulx                   | BMW Team UK                    | BMW 320si                      | BMW                            | BMW 320si                      |                                            |
| 2007                           | Andy Priaulx                   | BMW Team UK                    | BMW 320si                      | BMW                            | BMW 320si                      |                                            |
| 2008                           | Yvan Muller                    | SEAT Sport                     | SEAT León TDI                  | SEAT                           | SEAT León TDI                  |                                            |
| 2009                           | Gabriele Tarquini              | SEAT Sport                     | SEAT León 2.0 TDI              | SEAT                           | SEAT León 2.0 TDI              |                                            |
| 2010                           | Yvan Muller                    | Chevrolet RML                  | Chevrolet Cruze LT             | Chevrolet                      | Chevrolet Cruze LT             |                                            |
| 2011                           | Yvan Muller                    | Chevrolet RML                  | Chevrolet Cruze 1.6T           | Chevrolet                      | Chevrolet Cruze 1.6T           |                                            |
| 2012                           | Robert Huff                    | Chevrolet RML                  | Chevrolet Cruze 1.6T           | Chevrolet                      | Chevrolet Cruze 1.6T           |                                            |
| 2013                           | Yvan Muller                    | RML                            | Chevrolet Cruze 1.6T           | Honda                          | Honda Civic WTCC               |                                            |
| 2014                           | José María López               | Citroën Total WTCC             | Citroën C-Elysée WTCC          | Citroën                        | Citroën C-Elysée WTCC          |                                            |
| 2015                           | José María López               | Citroën Total WTCC             | Citroën C-Elysée WTCC          | Citroën                        | Citroën C-Elysée WTCC          |                                            |
| 2016                           | José María López               | Citroën Total WTCC             | Citroën C-Elysée WTCC          | Citroën                        | Citroën C-Elysée WTCC          |                                            |
| 2017                           | Thed Björk                     | Polestar Cyan Racing           | Volvo S60 Polestar             | Volvo                          | Volvo S60 Polestar             |                                            |
| Copa Mundial de Turismos       |                                |                                |                                |                                |                                |                                            |
| 2018                           | Gabriele Tarquini              | BRC Racing Team                | Hyundai i30 N TCR              |                                | M Racing-YMR                   | Hyundai i30 N TCR                          |
| 2019                           | Norbert Michelisz              | BRC Hyundai N Squadra Corse    | Hyundai i30 N TCR              | Cyan Racing Lynk & Co          | Lynk & Co 03 TCR               |                                            |
| 2020                           | Yann Ehrlacher                 | Cyan Racing Lynk & Co          | Lynk & Co 03 TCR               | Cyan Racing Lynk & Co          | Lynk & Co 03 TCR               |                                            |
| 2021                           | Yann Ehrlacher                 | Cyan Racing Lynk & Co          | Lynk & Co 03 TCR               | Cyan Racing Lynk & Co          | Lynk & Co 03 TCR               |                                            |
| 2022                           | Mikel Azcona                   | BRC Hyundai N Squadra Corse    | Hyundai Elantra N TCR          | BRC Hyundai N Squadra Corse    | Hyundai Elantra N TCR          |                                            |

### Ganadores trofeo de Independientes
| Año           | Piloto            | Escudería                | Automóvil                       |                             | Constructor           | Automóvil |
| ------------- | ----------------- | ------------------------ | ------------------------------- | --------------------------- | --------------------- | --------- |
| 2005          | Marc Hennerici    | Wiechers-Sport           | BMW 320i                        | Scuderia Proteam Motorsport | BMW E90               |           |
| 2006          | Tom Coronel       | GR Asia                  | SEAT León                       | GR Asia                     | SEAT León             |           |
| 2007          | Stefano D'Aste    | Wiechers-Sport           | BMW 320si                       | Scuderia Proteam Motorsport | BMW E90               |           |
| 2008          | Sergio Hernández  | Proteam Motorsport       | BMW 320si                       | Scuderia Proteam Motorsport | BMW E90               |           |
| 2009          | Tom Coronel       | SUNRED Engineering       | SEAT León 2.0 TFSI              | SUNRED Engineering          | SEAT León             |           |
| 2010          | Sergio Hernández  | Proteam Motorsport       | BMW 320si                       | Scuderia Proteam Motorsport | BMW E90               |           |
| 2011          | Kristian Poulsen  | Team Engstler            | BMW 320 TC                      | Liqui Moly Team Engstler    | BMW E90               |           |
| 2012          | Norbert Michelisz | Zengő Motorsport         | BMW 320 TC                      | Lukoil Racing Team          | SEAT León             |           |
| 2013          | James Nash        | Bamboo-engineering       | Chevrolet Cruze 1.6T            | RML Group                   | Chevrolet Cruze       |           |
| 2014          | Franz Engstler    | Liqui Moly Team Engstler | BMW 320 TC                      | ROAL Motorsport             | Chevrolet Cruze       |           |
| 2015          | Norbert Michelisz | Zengő Motorsport         | Honda Civic WTCC                | ROAL Motorsport             | Chevrolet Cruze       |           |
| 2016          | Mehdi Bennani     | Sébastien Loeb Racing    | Citroën C-Elysée WTCC           | Sébastien Loeb Racing       | Citroën C-Elysée WTCC |           |
| 2017          | Tom Chilton       | Sébastien Loeb Racing    | Citroën C-Elysée WTCC           | Sébastien Loeb Racing       | Citroën C-Elysée WTCC |           |
| No se disputó | No se disputó     | No se disputó            | No se disputó                   | No se disputó               | No se disputó         |           |
| 2020          | Jean-Karl Vernay  | Team Mulsanne            | Alfa Romeo Giulietta Veloce TCR | No se disputó               | No se disputó         |           |
| 2021          | Gilles Magnus     | Comtoyou Team Audi Sport | Audi RS 3 LMS TCR               | No se disputó               | No se disputó         |           |
| 2022          | Robert Huff       | Zengő Motorsport         | CUPRA León Competición TCR      | No se disputó               | No se disputó         |           |

## Estadísticas

### Títulos

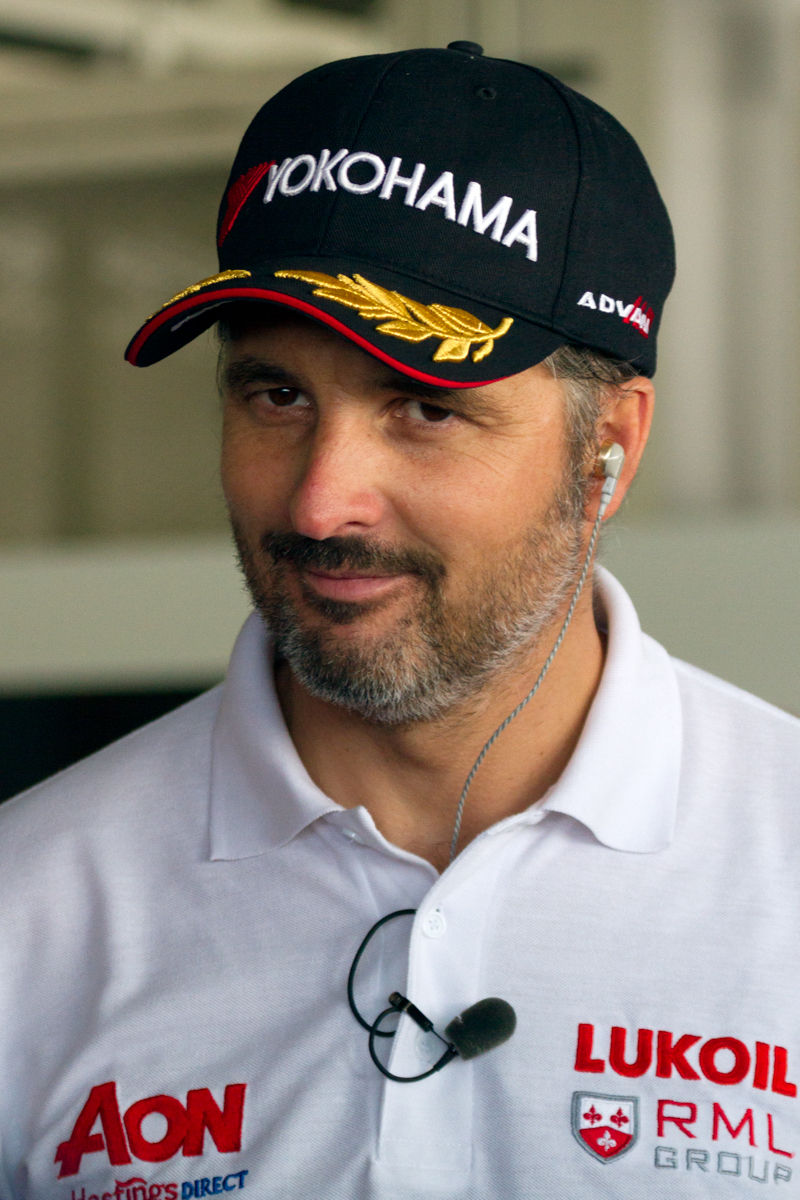
Yvan Muller, con 4 títulos y 48 victorias, es el máximo ganador de la competición.

Constructores
| N.º | Constructor | Títulos | Años                   |
| --- | ----------- | ------- | ---------------------- |
| 1   | BMW         | 4       | 1994, 2005, 2006, 2007 |
| 2   | Chevrolet   | 3       | 2010, 2011, 2012       |
| 2   | Citroën     | 3       | 2014, 2015, 2016       |
| 2   | Lynk & Co   | 3       | 2019, 2020, 2021       |
| 5   | SEAT        | 2       | 2008, 2009             |
| 6   | Ford        | 1       | 1987                   |
| 6   | Audi        | 1       | 1995                   |
| 6   | Honda       | 1       | 2013                   |
| 6   | Volvo       | 1       | 2017                   |
| 6   | Hyundai     | 1       | 2018                   |

Pilotos
| N.º | Piloto            | Títulos | Años                   |
| --- | ----------------- | ------- | ---------------------- |
| 1   | Yvan Muller       | 4       | 2008, 2010, 2011, 2013 |
| 2   | Andy Priaulx      | 3       | 2005, 2006, 2007       |
| 2   | José María López  | 3       | 2014, 2015, 2016       |
| 4   | Paul Radisich     | 2       | 1993, 1994             |
| 4   | Gabriele Tarquini | 2       | 2009, 2018             |
| 4   | Yann Ehrlacher    | 2       | 2020, 2021             |
| 7   | Roberto Ravaglia  | 1       | 1987                   |
| 7   | Frank Biela       | 1       | 1995                   |
| 7   | Robert Huff       | 1       | 2012                   |
| 7   | Thed Björk        | 1       | 2017                   |
| 7   | Norbert Michelisz | 1       | 2019                   |

### Victorias (WTCC, 2005-2017)
| N.º | Piloto              | Total |
| --- | ------------------- | ----- |
| 1   | Yvan Muller         | 48    |
| 2   | Robert Huff         | 29    |
| 2   | José María López    | 29    |
| 4   | Alain Menu          | 23    |
| 5   | Gabriele Tarquini   | 22    |
| 6   | Andy Priaulx        | 18    |
| 7   | Augusto Farfus      | 15    |
| 8   | Tiago Monteiro      | 11    |
| 9   | Jörg Müller         | 10    |
| 10  | Norbert Michelisz   | 8     |
| 11  | Tom Chilton         | 7     |
| 12  | Mehdi Bennani       | 6     |
| 12  | Tom Coronel         | 6     |
| 12  | Sébastien Loeb      | 6     |
| 15  | Rickard Rydell      | 5     |
| 16  | Jordi Gené          | 4     |
| 16  | Fabrizio Giovanardi | 4     |
| 16  | Dirk Müller         | 4     |
| 16  | James Thompson      | 4     |
| 16  | Alessandro Zanardi  | 4     |
| 21  | Thed Björk          | 3     |
| 21  | Esteban Guerrieri   | 3     |
| 21  | Michel Nykjær       | 3     |
| 24  | Nicky Catsburg      | 2     |
| 24  | Stefano D'Aste      | 2     |
| 24  | James Nash          | 2     |
| 24  | Félix Porteiro      | 2     |
| 24  | Ma Qinghua          | 2     |
| 29  | Yann Ehrlacher      | 1     |
| 29  | Franz Engstler      | 1     |
| 29  | Néstor Girolami     | 1     |
| 29  | Sergio Hernández    | 1     |
| 29  | Duncan Huisman      | 1     |
| 29  | Nicola Larini       | 1     |
| 29  | Gianni Morbidelli   | 1     |
| 29  | Pepe Oriola         | 1     |
| 29  | Salvatore Tavano    | 1     |
| 29  | Peter Terting       | 1     |
| 29  | Colin Turkington    | 1     |

| N.º | Fabricante | Total |
| --- | ---------- | ----- |
| 1   | Chevrolet  | 88    |
| 2   | BMW        | 60    |
| 3   | Citroën    | 57    |
| 4   | SEAT       | 43    |
| 5   | Honda      | 20    |
| 6   | Alfa Romeo | 14    |
| 7   | Lada       | 6     |
| 8   | Volvo      | 5     |

| N.º | Automóvil             | Total |
| --- | --------------------- | ----- |
| 1   | Citroën C-Elysée WTCC | 57    |
| 2   | Chevrolet Cruze 1.6T  | 55    |
| 3   | BMW 320si             | 43    |
| 4   | Honda Civic WTCC      | 19    |
| 5   | SEAT León 2.0 TDI     | 17    |
| 6   | Alfa Romeo 156        | 14    |
| 6   | Chevrolet Lacetti     | 14    |
| 6   | SEAT León TDI         | 14    |
| 9   | Chevrolet Cruze LT    | 13    |
| 10  | BMW 320i              | 9     |
| 11  | BMW 320 TC            | 8     |
| 12  | Chevrolet Cruze TC1   | 6     |
| 13  | Volvo S60 WTCC        | 5     |
| 14  | Lada Vesta WTCC       | 4     |
| 14  | SEAT León             | 4     |
| 14  | SEAT León WTCC        | 4     |
| 17  | SEAT Toledo Cupra     | 3     |
| 18  | Lada Granta TC1       | 2     |
| 19  | Honda Accord Euro R   | 1     |
| 19  | SEAT León TFSI        | 1     |

### Victorias (WTCR, 2018-)
| N.º | Piloto               | Total |
| --- | -------------------- | ----- |
| 1   | Esteban Guerrieri    | 10    |
| 2   | Thed Björk           | 8     |
| 2   | Yvan Muller          | 8     |
| 2   | Gabriele Tarquini    | 8     |
| 2   | Norbert Michelisz    | 8     |
| 6   | Yann Ehrlacher       | 7     |
| 6   | Jean-Karl Vernay     | 7     |
| 6   | Mikel Azcona         | 7     |
| 6   | Néstor Girolami      | 7     |
| 10  | Robert Huff          | 4     |
| 10  | Santiago Urrutia     | 4     |
| 10  | Frédéric Vervisch    | 4     |
| 13  | Johan Kristoffersson | 3     |
| 14  | Gilles Magnus        | 2     |
| 14  | Tiago Monteiro       | 2     |
| 16  | Mehdi Bennani        | 1     |
| 16  | Nathanaël Berthon    | 1     |
| 16  | Nick Catsburg        | 1     |
| 16  | Kevin Ceccon         | 1     |
| 16  | Aurélien Comte       | 1     |
| 16  | Tom Coronel          | 1     |
| 16  | Mat'o Homola         | 1     |
| 16  | Benjamin Leuchter    | 1     |
| 16  | Pepe Oriola          | 1     |
| 16  | Andy Priaulx         | 1     |
| 16  | Ma Qing Hua          | 1     |
| 16  | Gordon Shedden       | 1     |
| 16  | Attila Tassi         | 1     |

| N.º | Fabricante | Total |
| --- | ---------- | ----- |
| 1   | Hyundai    | 28    |
| 2   | Lynk & Co  | 20    |
| 2   | Honda      | 20    |
| 4   | Audi       | 14    |
| 5   | Volkswagen | 7     |
| 6   | CUPRA      | 6     |
| 7   | Alfa Romeo | 3     |
| 8   | Peugeot    | 2     |

| N.º | Automóvil                                  | Total |
| --- | ------------------------------------------ | ----- |
| 1   | Hyundai i30 N TCR                          | 21    |
| 2   | Honda Civic Type R TCR                     | 20    |
| 2   | Lynk & Co 03 TCR                           | 20    |
| 4   | Audi RS 3 LMS TCR                          | 14    |
| 5   | Hyundai Elantra N TCR                      | 7     |
| 5   | Volkswagen Golf GTI TCR                    | 7     |
| 7   | CUPRA León TCR/ CUPRA León Competición TCR | 6     |
| 8   | Alfa Romeo Giulietta TCR                   | 3     |
| 9   | Peugeot 308 TCR                            | 2     |

- Actualizado 03/07/2022.